# CBH Bank
CBH Compagnie Bancaire Helvétique SA (anche CBH Bank) è una banca privata svizzera fondata nel 1975 a Ginevra, nel Canton Ginevra, e specializzata nel private banking e nella gestione patrimoniale.  Nel 1991 ha ottenuto la licenza bancaria completa in Svizzera. 
La banca è di proprietà della famiglia Benhamou e pone particolare attenzione allo sviluppo delle relazioni bancarie con clienti di altissimo valore, localizzati principalmente in America Latina, in Israele, in Asia, Russia e Venezuela. L'azienda a conduzione familiare CBH è una delle banche più piccole della Svizzera, ma dal 2009 i suoi patrimoni in gestione sono più che quadruplicati, passando da 2 miliardi di dollari a 11,4 miliardi di dollari. Le attività dei clienti in America Latina e nei Caraibi rappresentano il 19% della sua attività, secondo i registri finanziari forniti dalla banca.

## Storia
Nel 1975 è stata creata a Ginevra la società di brokeraggio Stock and Commodity Services. Nel 1991 ha ottenuto l'autorizzazione all'esercizio della professione bancaria svizzera. Nel 1993 è stata creata la famiglia di fondi 1618 SICAV in Lussemburgo ed è stato aperto un ufficio di rappresentanza a St. Moritz, in Svizzera. Nel 1995 è stata aperta una banca con licenza completa a Nassau, Bahamas.
Nel 2002 l'azienda ha acquisito PG Partner Bank AG e ha aperto una filiale a Zurigo. Nel 2010 ha aperto un ufficio di rappresentanza a Tel Aviv, in Israele; nel 2012 una filiale a Londra, nel Regno Unito, ed ha ottenuto una licenza di gestione degli investimenti regolamentata dalla FSA. Nel 2014 la società ha acquisito una parte significativa della clientela Private Banking della Banque privée Espirito Santo. Nel 2016, ha rilevato TTG (HK) Limited, una società di gestione patrimoniale indipendente con sede a Hong Kong,  nel 2017 le attività di Private Banking di FIBI Bank – Svizzera (First International Bank of Israel) con sede a Zurigo, nel 2018 l'azienda la clientela bancaria dell'Europa orientale di Schroeder and Co Bank AG come parte del Gruppo Schroders.
Nel 2020 ha acquisito una quota di minoranza del 30% in FlowBank, una banca completamente digitale con sede a Ginevra.

## Controversie

### "Pulizia" della reputazione con Eliminalia
Secondo il progetto story killers, l'HBC ha pagato poco meno di 229.000 euro a Eliminalia (un gestore di reputazione spagnolo) – dopo aver assunto uno dei suoi partner, ReputationUp – per rimuovere i contenuti che lo collegavano a società offshore e accuse di riciclaggio di denaro.

### Inchiesta sulla corruzione degli Stati Uniti in Venezuela
CBH Bank è collegata al Venezuela in casi di corruzione ma senza prove solide. Gli investigatori statunitensi, dopo aver ottenuto i rapporti bancari, hanno affermato che l'HBC veniva utilizzato per riciclare i proventi della frode e dello schema di appropriazione indebita da parte di figure di spicco in Venezuela, sebbene l'HBC stessa fosse stata frodata come parte di questo schema. L'HBC ha dichiarato di non essere a conoscenza di alcuna attività di riciclaggio di denaro e di aver rispettato tutte le leggi e i regolamenti
FINMA, l'autorità svizzera di vigilanza finanziaria,  ha rimproverato l'HBC per non aver combattuto il riciclaggio di denaro quando era al servizio di facoltosi clienti offshore venezuelani. La consigliera nazionale Prisca Birrer-Heimo ha criticato la gestione del rischio di CBH Bank chiedendo modifiche immediate alle norme.

### Inchiesta sulla corruzione in Kazakistan
I pagamenti da parte di oligarchi kazaki hanno portato a una denuncia per riciclaggio di denaro presentata all'Autorità federale di vigilanza sui mercati finanziari, FINMA.  «Non è la prima volta che una banca privata con sede a Ginevra è sotto i riflettori», scrive Sonntagszeitung. Il caso riguarda operazioni altamente sospette associate a un clan dell'oligarca kazako Ahmetjan Esimov..
Un articolo del quotidiano inglese The Telegraph su Äliia Nazarbaeva, la figlia più giovane di Nursultan Nazarbaev, il primo presidente del Kazakistan, menziona la banca HBC. Infatti, l'articolo riporta che nel 2008, su raccomandazione dei suoi consulenti finanziari, Äliia Nazarbaeva li ha incaricati di acquisire il 51% del capitale di CBH Bank. Nel 2016 si è resa conto che nessuna transazione di acquisto era stata completata e ha deciso di presentare una denuncia contro i suoi consulenti perché la somma di 108 milioni di dollari che pensava fosse destinata a essere investita in una quota di maggioranza di CBH Bank  era stata sottratta dai suoi consulenti finanziari.

### Florian Homm
Absolute Capital Management (ACM), un fondo speculativo gestito da Florian Homm, è stato in grado di raggiungere un volume fino a tre miliardi di dollari, ma è crollato nel 2007. Secondo quanto riferito, gli investitori hanno perso 200 milioni di dollari. Accusato di frode sugli investimenti negli Stati Uniti, è scomparso nel 2007. Dopo le sue dimissioni, Florian Homm è stato accusato dal resto della direzione della sua azienda di aver valutato molti beni al di sopra del loro valore reale. Sua moglie ha prelevato denaro dai conti della HBC Bank.

### CBH Bahamas
"Gravi errori e negligenze" hanno portato i truffatori a saccheggiare più di 2 milioni di dollari dai conti di uno dei suoi clienti, ha rivelato la Corte Suprema delle Bahamas. Il giudice Ian Winder, in una sentenza del 12 maggio 2022, ha criticato CBH Bahamas per "non aver esercitato la dovuta diligenza e competenza" quando non è riuscita a rilevare i segni che stava comunicando con i criminali.

### Lingotti d'oro in Venezuela
In un articolo del 3 agosto 2020 su un funzionario venezuelano che avrebbe nascosto ricchezze inspiegabili acquistando oro, l'Associated Press ha erroneamente riportato informazioni finanziarie su Banco CBH. Gli asset in gestione della banca per i clienti in America Latina e nei Caraibi hanno rappresentato il 19% della sua attività. AP ha corretto la storia e ha chiarito che Banco CBH non aveva alcun collegamento con ciò che era scritto nelle notizie.